# Velemyš Heaneyova
Velemyš Heaneyova, popř. také krysa Heaneyova (Crateromys heaneyi) je druh hlodavce, který žije na Filipínách. Patří mezi ohrožené druhy.

## Chov v zoo
Velemyš Heaneyova je v zoo velmi raritním chovancem. Na počátku roku 2019 byla v rámci celé Evropy chována jen ve dvou zoo. V obou případech se jednalo o české zoo: Zoo Plzeň a Zoo Praha. Do plzeňské zoo přišla první zvířata v roce 2010 a první úspěšný odchov se podařil o rok později. V roce 2020 byla Zoo Plzeň již jedinou evropskou zoo s těmito hlodavci.

### Chov v Zoo Praha
Chov v Zoo Praha začal v roce 2013, kdy přišla první zvířata ze Zoo Plzeň. O tři roky později došlo k doplnění o jedince ze Severní Ameriky, konkrétně z Los Angeles. Téhož roku se narodilo také první mládě v historii zoo, nepodařilo se jej však odchovat. Ke konci roku 2017 byli chováni dva samci a tři samice.
Na podzim 2018 se tento druh stal jednou z tváří adopční kampaně.
V roce 2019 byl ukončen chov těchto velemyší a zvířata převezena do Zoo Plzeň.